# Ewa Hybbinette
Ewa Emilia Josefina Hybbinette, född den 7 juni 1914 i Stockholm, död den 2 november 2004 i Kalmar var en svensk målare, tecknare och teaterdekoratör.
Hon var dotter till ingenjören F.I. Hybbinette och Anna Ekman. Hybbinette studerade vid Tekniska skolan i Stockholm 1931-1933 och bedrev studier vid Isaac Grünewalds målarskola 1943-1944. Separat ställde hon bland annat ut på Rålambshofs konstsalong i Stockholm, Södertälje konsthall, Falu konsthall, Kalmar museum och Länsmuseet i Luleå. Hon medverkade i Nationalmuseums utställning Unga tecknare och i  utställningen Söder i konsten på Stockholms stadsmuseum. Som teaterdekoratör utförde hon dekorer till Uppsala stadsteater och dräktskisser till Dramatiska teatern i Stockholm. Hennes konst består av stilleben, folkliv och landskapsmotiv från Öland och Lofoten. Hybbinette är representerad vid Ateneum i Helsingfors, Norrbottens museum och i Drottning Louises samling.